# Tixileiro
Tixileiro
1.- Habitantes de los pueblos de El Bao y Sisterna, ambos pertenecientes al concejo de San Antolín de Ibias, y El Corralín y Tablado, pertenecientes al concejo de Degaña.
Antiguamente los varones de estos cuatro pueblos se dedicaban a la fabricación y venta iitinerante, desplazándose por toda España, de todo tipo de recipientes de madera que en la variante del asturiano occidental hablado en los cuatro pueblos reciben el nombre de "tixelas"
Los habitantes de los pueblos vecinos (Villarmeirín, Taladrid, Villardecendias, etc.) les dieron el nombre de "Cunqueiros" porque, según ellos, se dedicaban a la fabricación de "Concas". Sin embargo esta palabra es desconocida por los tixileiros que emplean para ello la palabra "escudieda". (El signo d - una d con un trazo curvo inferior -  es utilizado por el filólogo Joseph A. Fernández en su libro "El habla de Sisterna" para representar el sonido cacuminal característico de la variante del asturiano hablado en los cuatro pueblos y que cataloga como evolución del sonido "ts" utilizado en el asturiano occidental)
Hoy en día los tixileiros han asumido el nombre "Cunqueiros" y también suelen utilizar este término para referirse a sí mismos aunque siguen prefiriendo llamarse a sí mismos utilizando la palabra "tixileiros"
2.- Jerga gremial utilizada por los tixileiros durante sus desplazamientos para comunicarse entre ellos sin ser entendidos por los demás. Es casi igual que el "macuneiro" utilizado por los "cesteiros" del Rebollar, concejo de Degaña, con el mismo propósito